# Stenalia ermolenkoi
Stenalia ermolenkoi es una especie de coleóptero de la familia Mordellidae.

## Distribución geográfica
Habita en Azerbaiyán.